# The Little Angels
Das Kleine Engel Volksballett Koreas (international als The Little Angels auftretend) ist ein koreanisches traditionelles Kunst- und Tanzensemble bestehend aus Grund- und Mittelschulkindern, die 1962 von Sun Myung Moon, dem Gründer der Vereinigungskirche, ins Leben gerufen wurde, um der Welt ein positives Bild Südkoreas zu vermitteln. 1973 traten sie im Hauptquartier der Vereinten Nationen in New York City auf. Die Tänze des Ensembles basieren auf koreanischen Legenden und regionalen Tänzen und ihre Kostüme auf traditionellen koreanischen Trachten. Die Truppe präsentiert auch Chorgesang in vielen Sprachen.
Das Kleine Engel Volksballett Koreas wird finanziell von der Tongil Group, einer südkoreanischen Unternehmensgruppe, über die Tongil Foundation unterstützt. Die Little Angels sind Teil der Sun Moon Educational Foundation, Sunhwa Arts Middle School und Sunhwa Arts HighSchool. Die Schulgebühren werden von der Sun Moon Educational Foundation gesponsert, sodass sich jedes talentierte Mädchen bewerben kann.

## Geschichte
Die Little Angels wurden am 5. Mai 1962 als Daehan Children’s Art Troupe gegründet. Es war die Zeit, als Südkorea vom Koreakrieg verwüstet war. Von Anfang an bestand die Mission der Schule darin, Botschafter des Friedens und des guten Willens zu sein, mit künstlerischer Kreativität dem damaligen von Hungersnot, Armut und Verlassenheit geprägten Image Koreas entgegenzuwirken und die 5000 Jahre alten koreanischen kulturellen Traditionen zu verbreiten. 1965 wurde die Erlaubnis erteilt, die Little Angels Art School für 720 Schüler und 12 Klassen zu errichten. 1974 wurde das Little Angels Art Education Center fertiggestellt. Die neu eröffnete Schule mit dem Namen Little Angels School of Arts nahm 240 Schüler auf. Sie wurde von Bo-hi Pak eröffnet, der auch ihr erster Direktor wurde. 1975 wurde die Sunhwa Academy gegründet und Bo-hi Pak zum ersten Präsidenten ernannt.
1976 wurde die Sunhwa Arts High School akkreditiert und im folgenden Jahr wurde sie von Little Angels Art School in Sunhwa Art School umbenannt und die Little Angels Troupe wurde Teil der Schule mit einem breiteren künstlerischen Schwerpunkt.
Von 1965 bis 1988 traten sie in über 2000 Shows in 40 Ländern auf und bis 2015 in über 7000 Shows und absolvierten siebzig Auslandstourneen in 60 Ländern. Im Mai 1998 traten sie im Rahmen der Kultur-Diplomatie der Gründer in Pjöngjang, der Demokratischen Volksrepublik Korea, auf. Anschließend schickte die nordkoreanische Führung im Mai 2000 ein Schulteam aus Pjöngjang auf eine Tournee durch Südkorea. 1990 traten sie in Moskau auf und auch die damalige First Lady Raisa Gorbacheva war zu Gast. Im Jahr 2010, zum 60. Jahrestag des Koreakrieges, sponserte die koreanische Regierung zusammen mit dem Komitee zum Gedenken an den 60. Jahrestag des Koreakriegs eine Little-Angels-Tournee in alle Länder, die dem UN-Aufruf von 1950 zur Verteidigung Koreas gefolgt waren. Die Little Angels begannen ihre Tournee in Norfolk, USA, aufgrund der Verbindungen der Stadt zu General McArthur, der nach Angaben der Gründer des Kleinen Engel Volksballett Koreas den Krieg entscheidend beeinflusste. Später im gleichen Jahr reisten sie zu den anderen 15 Nationen, die Truppen zur Unterstützung Südkoreas im Rahmen der Vereinten Nationen entsandt hatten.

## Repertoire
Das Repertoire von den kleinen Engeln ist klassischer koreanischer Tanz, singen und das Spielen traditioneller koreanischer Musikinstrumente.
- Chorgesang – begleitet durch ihren Chorleiter auf dem Klavier singen die Kinder internationale Lieder und koreanische Lieder.[17]
- Tänze:[18]
- Neujahrestag – seit 2021, Choreographie Bae Jung-hae, der erste Tag des Mondkalenders heißt Seollal (Kinder verbeugen sich respektvoll vor ihren Eltern und Großeltern und bekommen Geld, das neue Jahr zu feiern)[19]
- Peace Road – seit 2020, Choreographie Bae Jung-hae, ein Tanz der Frieden, die globale Menschheit als Familie, Harmonie und Kooperation zum Thema hat.[20]
- Jinsoe-Festival – seit 2019, eine Interpretation des koreanischen Tanzes Jinsoe Chum mit Kkwaenggwari (kleine koreanische Gongs).[21]
- Hwageom – der Tanz ist inspiriert von Wonhwa, Frauen der Führungsschicht von Hwarang in der Silla-Dynastie.[22]
- Palace – seit 2018, eine Interpretation des traditionellen Tanzes am Kaiserhof mit Hansam-Ärmeln (verlängerte Ärmel des koreanischen Trachtenkleides mit fließenden Bewegungen im Tanzrythmus)[23]
- Miyal – Tanz mit Fächern nach einer zeitgemäßen Version der Miyal-Erzählung. Es ist ein Teil des Maskentanzes, meistens unter freiem Himmel aufgeführt.[24]
- Volkslieder mit Gayageum – eine Gruppenaufführung mit Gayageum, ein Musikinstrument aus der Zeit des Gaya-Königreiches, weitergegeben an die Silla-Dynastie.[25]
- Mondfest – Aufführung zur Feier des Mondfestes (Ganggangsullae), in Korea erinnert es an die Verteidigung des Vaterlandes. Das Fest Ganggangsullae ist als UNESCO Welt Kulturerbe eingetragen.[26]
- Puppentanz – seit 1967, nach alter koreanischer Tradition inspiriert – zur Feier des neuen Mondjahres wird dieser Tanz aufgeführt.[27]
- Tanz der Bauern – ein Ausdruck der Freude und Dankbarkeit der Bauern für eine reiche und fruchtbare Ernte im Erntedankfest. Der Tanz ist vierteilig.[28]
- Tanz der Krieger – General Kim Yoo-shin erreichte die Vereinigung der drei Königreiche im 7. Jahrhundert. Er war ein Mitglied des Hwarang Klans. Er benutzte die Melodie der Ballade vom Gyeongbuk-Palast.[29]
- Reise bei Nacht – Geschichte eines Großvaters, der seine Enkelin auf der Reise bei Nacht trägt.[30]
- Fächertanz – der Tanz mit dem Fächer als Ausdruck der noblen koreanischen Kultur.[31]
- Trommeltanz – rhythmischer Tanz mit 6 stationären Trommeln für jeden Tänzer. Es symbolisiert die Energie, Spannung und Abwechslung von Stärke und Schwäche zwischen Geist und Körper im Leben auf der Suche nach dem richtigen Weg.[32]
- Hochzeitstag – eine historische Geschichte von einem sehr jungen Mann, der eine viel ältere Frau zur Ehefrau nehmen soll.[33]
- Sanduhr-Trommeltanz – rhythmischer Tanz mit sandglasförmigen Trommeln.[34]
- Spielzeugsoldaten – Tanz der Spielzeugsoldaten zur Musik des Radetzky Marsches. Erstaufgeführt bei der Audienz von Königin Elizabeth II. am 15. November 1971.[35]
- Frühlingszeit – der Tanz zeigt die fröhlichen Traditionen im Frühling. Frauen pflücken Wildblumen, Männer sammeln Feuerholz und feiern lachend zusammen die schöne Frühlingszeit.[36]
- Die Legende von Chunhyang – ein Tanz, der die Liebe und Treue einer koreanischen Heldin zu ihrem Verlobten erzählt. Ein im Puppenstil gezeigter Tanz wie die Heldin den Annäherungsversuchen eines korrupten Beamten widersteht.[37]
- Maskentanz – Tänze mit Masken sind Teil von lokalen Kulturfesten in der Geschichte Koreas. Es zeigt den Humor des Lebens und ist durch Schnelligkeit, Lebendigkeit und farbenfrohen Kostüme veranschaulicht.[38]
- Blumenkronentanz – eine moderne Version eines ursprünglich nur am Hof des Kaisers aufgeführter Tanz. Die Blumenkronen der Little Angels symbolisieren die Schönheit und den Anstand der Mädchen und Frauen Koreas.[39]

## Diskografie
Alben:
- The Little Angels, Vinyl-LP (Label: Philips – 6308 137), UK, Australia 1972[41]
- The Little Angels Smile, Vinyl-LP (Label: MGM Records – SE-4927, Special Products Division), USA 1973
- The Little Angels, Vinyl-LP (Label: Philips – 6308 137, Fontana – SEL-100092), South Korea, Jul 21, 1973
- 리틀 엔젤스 애창곡 (Little Angels Favorite Songs), CD (SKC SKCD-C-0003), South Korea, March 1, 1987[42]
- The Little Angels Sing – X-Mas Cards, CD (SKC SKCD-0057),1987
- Les Petits Anges De Corée – Bienvenue À Séoul, CD (Label: Forlane – UCD 19014), 1988
- Little Angels Pyongyang Performance Special, CD 1998
- 공연실황 – 화관무/부채춤/강강수월래 (Live performance – Hwagwanmu / Fan dance / Ganggangsuwolae), Laser Disc (Label. SKC SKST-2003), 2003
- 리틀엔젤스예술단 – 창단 50주년 특집 (Little Angels Art Troupe – Special performance on the 50th anniversary of its founding), CD (self-released), 2012

Singles und EPs:
- The Little Angels National Folk Ballet Of Korea – Children Of The World Unite, Vinyl SP (Label: Philips – 6006 270), Netherlands 1972
- The Little Angels National Folk Ballet Of Korea – Mother Of Mine, Vinyl SP (Label: Philips – 6006 257), United Kingdom 1972
- The Little Angels – Dominique / Echo Of The Angels, Vinyl SP (Label: MGM Records – K-14657), USA 1973
- The Little Angels – Children Of The World Unite, Vinyl SP (Label: Philips – 6006 270), New Zealand 1973
- The Little Angels – Dominique / Mother Of Mine, Vinyl SP (Label: Philips – SFL 1768), Japan
- 8.15 광복절 기념 리틀엔젤스 합창곡 모음 (8.15 Liberation Day Celebration Little Angels Choral Songs), 2021

## Auslandstourneen
Liste der Auslandstourneen:
| #  | Tournee Name / Programm | From       | To         | Venue                                                                             |  |
| 1  | 1. USA-Tournee, inklusive Extraaufführung für US-Präsident Eisenhower | 1965-09-20 | 1965-12-16 | Gettysburg, PA, USA                                                               |  |
| 2  | 2. USA-Tournee, inklusive einer Einladungsvorstellung im National Press Club, Washington, D.C.                                                                                         | 1966-10-27 | 1967-02-28 | Washington D.C, USA                                                               |  |
| 3  | Nordamerika-Tournee, inklusive einer Woche mit Aufführungen im Lincoln Center, N.Y. durch einen Vorschlag vom Weißen Haus (zuerst als eine ausländische Institution)                   | 1967-10-27 | 1968-01-11 | USA, Kanada                                                                       |  |
| 4  | Nordamerika- und Japantournee inklusive Teilnahme am mexikanischen Kultur- und Kunst-Festival (es förderte das nationale Prestige)                                                     | 1968-09-17 | 1969-02-04 | Mexiko, USA, Japan                                                                |  |
| 5  | Nordamerika- und Japantournee inklusive einer Sonderaufführung für den amerikanischen Präsidenten Nixon und den britischen Premierminister Heath auf Vorschlag des Präsidenten         | 1970-09-25 | 1971-01-25 | USA, Japan, Kanada                                                                |  |
| 6  | Europa-Tournee inklusive einer Aufführung am Britischen Königshaus auf Anfrage von Königin Elisabeth II.                                                                               | 1971-08-27 | 1971-12-23 | Drei Nationen, einschließlich Deutschland und Vereinigtes Königreich              |  |
| 7  | Europa-Tournee inklusive eines Treffens mit Beatrix Prinzessin der Niederlande. | 1972-10-07 | 1973-02-08 | Drei Nationen, einschließlich Niederlande und Frankreich                          |  |
| 8  | Spezielle Spendensammlungs- und Aufführungstournee für den Aufbau nach dem Vietnamkrieg.                                                                                               | 1972-11-09 | 1973-03-04 | Japan                                                                             |  |
| 9  | Welttournee, einschließlich einer Sonderaufführung zur 50. Jahresfeier der Republik Türkei                                                                                             | 1973-07-06 | 1973-12-14 | Fünf Nationen einschließlich Deutschland und Schweiz                              |  |
| 10 | Nordamerika-Tournee, einschließlich einer Spendengala für UNICEF beim UN General Assembly                                                                                              | 1973-08-27 | 1973-12-23 | USA, Kanada                                                                       |  |
| 11 | Nordamerika-Tournee, einschließlich Expo '74 in Spokane, Washington | 1974-05-28 | 1974-10-12 | USA & Kanada                                                                      |  |
| 12 | Welttournee, einschließlich Antrittsbesuch und Aufführung für den ersten Präsidenten Tunesiens Bourguiba                                                                               | 1974-07-28 | 1974-11-24 | 19 Nationen, einschließlich Taiwan, Philippinen                                   |  |
| 13 | Welttournee, einschließlich Antrittsbesuch beim japanischen Vize-Premierminister Fukuda                                                                                                | 1974-10-12 | 1975-02-14 | Sechs Nationen, einschließlich Japan                                              |  |
| 14 | Welttournee, einschließlich Antrittsbesuch und Sonder-Aufführung für Chiles Präsidenten Pinochet und seine Frau                                                                        | 1975-05-30 | 1975-10-14 | 11 Nationen, einschließlich USA, Kanada                                           |  |
| 15 | USA- und Europa-Tournee, einschließlich der 4. Konferenz der International Association of University Presidents in Boston                                                              | 1975-08-28 | 1976-02-13 | 3 Nationen, einschließlich USA, Deutschland                                       |  |
| 16 | Spezielle Gratulationsveranstaltung zum 200. Unabhängigkeitstag der USA | 1976-05-26 | 1976-11-02 | USA, Kanada                                                                       |  |
| 17 | Spezielle Aufführung am Koreatag während der EXPO 85 (Tsukuba) | 1985-05-12 | 1985-05-19 | Tsukuba, Japan                                                                    |  |
| 18 | Tournee in Japan | 1990-01-15 | 1990-01-27 | Städte in Japan, einschließlich Tokio, Nagoya und Osaka                           |  |
| 19 | Sowjetunion Spenden Gala und Aufführung für die Kinder- und Jugendwohlfahrt | 1990-04-07 | 1990-04-18 | Sowjetunion                                                                       |  |
| 20 | 4 Städte Tournee in Taiwan | 1990-07-10 | 1990-07-22 | Taipei, Taichung, Tainan, Kaohsiung                                               |  |
| 21 | Aufführung im Live International Telethon in Russland | 1991-12-29 | 1992-01-14 | Russland                                                                          |  |
| 22 | Tournee in den USA | 1992-01-10 | 1992-01-31 | Aufführungsorte in den USA, einschließlich NY, New Jersey, Florida                |  |
| 23 | Zehn-Veranstaltungs-Tournee in Japan | 1992-07-20 | 1992-08-13 | Städte in Japan, einschließlich Tokio, Osaka, Sendai, Nagoya                      |  |
| 24 | Tournee in Hauptstädte in den USA | 1993-01-12 | 1993-02-04 | Carnegie Hall (NY) & Kennedy Center (Washington, DC)                              |  |
| 25 | 14 Städte in Japan | 1993-07-25 | 1993-08-19 | 14 Städte in Japan einschließlich Tokio, Osaka, Fukuoka                           |  |
| 26 | Chinatournee, einschließlich der Teilnahme in der Eröffnungszeremonie von CIGF (China International Garment and Textile Fair Dalian)                                                   | 1994-07-28 | 1994-08-26 | Taiwan, China                                                                     |  |
| 27 | 14 Veranstaltungen in Malaysia und Thailand | 1996-01-01 | 1996-01-15 | Kuala Lumpur, Bangkok                                                             |  |
| 28 | 12 Städte in Japan | 1996-01-04 | 1996-01-28 | 12 Städte in Japan einschließlich Hokkaido, Aomori                                |  |
| 29 | Spezieller Liveauftritt im israelischen Fernsehen, Kanal 2 | 1996-07-31 | 1996-08-18 | Israel                                                                            |  |
| 30 | 11 Städte in Japan | 1997-01-04 | 1997-01-21 | 11 Städte in Japan einschließlich Fukuoka, Hiroshima, Nagasaki                    |  |
| 31 | 22 Aufführungen bei der Südamerika-Tournee | 1997-07-20 | 1997-08-23 | Brasilien, Paraguay, Uruguay                                                      |  |
| 32 | 13 Städte in Japan | 1997-08-04 | 1997-08-31 | 13 Städte in Japan einschließlich Hokkaido, Sendai                                |  |
| 33 | 12 Städte in Japan | 1998-01-12 | 1998-01-31 | 12 Städte in Japan einschließlich Fukuoka, Okazaki                                |  |
| 34 | Drei Aufführungen in Nordkorea, Unterstützung zur Versöhnung und Kooperation zwischen Nord- und Südkorea                                                                               | 1998-05-01 | 1998-05-12 | Pjöngjang, Nordkorea                                                              |  |
| 35 | 10 Städte in Japan | 1998-07-22 | 1998-08-20 | Zehn Städte in Japan, einschließlich, Nagano, Chiba, Osaka                        |  |
| 36 | 9 Städte in Japan | 1999-08-04 | 1999-08-23 | Neun Städte in Japan, einschließlich Tokio, Fukuoka, Kobe                         |  |
| 37 | 7 Städte Tournee in Japan | 2000-07-28 | 2000-08-13 | Sieben Städte in Japan, einschließlich Miyagi, Gunma, Tokio                       |  |
| 38 | 10 Städte Tournee in den USA | 2001-01-01 | 2001-02-03 | Zehn Städte in den USA, einschließlich NY, Washington, San Antonio                |  |
| 39 | 10 Städte in Japan | 2001-01-12 | 2001-01-28 | Zehn Städte in Japan, einschließlich Tokio, Hiroshima                             |  |
| 40 | Tournee zum 10. Jahrestag Koreas – Diplomatische Beziehungen zu China | 2001-07-12 | 2001-07-21 | China                                                                             |  |
| 41 | 10 Städte in Japan | 2001-07-29 | 2001-08-09 | Sechs Städte in Japan, einschließlich Sapporo, Nagano, Maeba                      |  |
| 42 | 10 Städte in Japan | 2002-07-29 | 2002-08-12 | Zehn Städte in Japan, einschließlich Tokio, Nagoya, Kyoto                         |  |
| 43 | 10 Städte in den USA | 2003-01-19 | 2003-03-05 | Zehn Städte in the USA, einschließlich Chicago, NY, Washington                    |  |
| 44 | Konferenz für die Wiedervereinigung von Nord- und Südkorea und Frieden in Asien | 2003-02-10 | 2003-02-12 | Osaka, Japan                                                                      |  |
| 45 | Spezielle Aufführung in Shanghai für die Förderung von Kultur und Kunst | 2003-10-23 | 2003-10-27 | Shanghai, China                                                                   |  |
| 46 | 6 Städte in Japan | 2004-02-04 | 2004-02-20 | Sechs Städte in Japan, einschließlich Fukuoka, Hiroshima                          |  |
| 47 | Erinnerungsfeier vom 100. Jahrestag der koreanischen Einwanderung in die USA | 2004-02-09 | 2004-03-05 | USA Tour                                                                          |  |
| 48 | Koreanisches Wave Festival in Beijing | 2004-07-14 | 2004-07-17 | Die Große Halle des Volkes, Beijing, China                                        |  |
| 49 | Neun Städte in Japan | 2005-07-26 | 2005-08-13 | Neun Städte in Japan, einschließlich Tokio, Sendai                                |  |
| 50 | ITU (International Telecommunication Union) Plenipotentiary Conference 2006 | 2006-11-07 | 2006-11-15 | Antalya, Türkei                                                                   |  |
| 51 | 5 Städte in den USA | 2007-01-10 | 2007-01-30 | Fünf Städte in den USA, einschließlich Chicago und Detroit                        |  |
| 52 | 7 Städte in Japan | 2007-07-25 | 2007-08-08 | Sieben Städte in Japan, einschließlich Tokio und Osaka                            |  |
| 53 | Spezielle Aufführung für die Expo 2012 in Yeosu, Korea | 2007-11-21 | 2007-11-28 | Paris                                                                             |  |
| 54 | 7 Städte in Japan | 2008-07-29 | 2008-08-13 | Sieben Städte in Japan, einschließlich Fukuoka                                    |  |
| 55 | 7 Städte Tournee in den USA | 2009-01-13 | 2009-02-21 | Sieben Städte in den USA, einschließlich Saint Louis, Burlington                  |  |
| 56 | Eröffnungs- und Ehrenaufführung bei der 2009 Rotary International Konvention | 2009-06-19 | 2009-06-25 | Birmingham, UK                                                                    |  |
| 57 | Aufführung auf Einladung in Katar | 2009-10-24 | 2009-10-29 | Doha, Katar                                                                       |  |
| 58 | 1. Welt-Friedens-Tournee zu 16 UN-Mitgliedsnationen zum 60. Jahrestag des Koreakrieges, um die koreanischen Kriegsveteranen zu ehren                                                   | 2010-06-06 | 2010-07-09 | USA, Kanada, Kolumbien                                                            |  |
| 59 | 2. Welt-Friedens-Tournee zu 16 UN-Mitgliedsnationen zum 60. Jahrestages des Koreakrieges                                                                                               | 2010-09-07 | 2010-10-13 | 7 europäische und 2 afrikanische Nationen                                         |  |
| 60 | 3. Welt-Friedens-Tournee zu 16 UN-Mitgliedsnationen zum 60. Jahrestages des Koreakrieges                                                                                               | 2010-11-07 | 2010-12-07 | 4 südostasiatische Nationen                                                       |  |
| 61 | Nepal – Korea Kultureller Austausch des guten Willens | 2011-02-21 | 2011-02-28 | Nepal                                                                             |  |
| 62 | Weltfriedenstour zum 60. Jahrestag des Koreakrieges in Länder, die während des Koreakrieges medizinische Einheiten entsandten                                                          | 2011-05-14 | 2011-06-13 | 5 europäische und 1 afrikanische Nation                                           |  |
| 63 | Gedenken an den 10. Jahrestag des 11. Septembers (9/11) | 2011-09-07 | 2011-09-14 | New York, USA                                                                     |  |
| 64 | Besondere Aufführung für den Kulturaustausch zwischen der Mongolei und Korea | 2011-11-05 | 2011-11-11 | Ulaanbaatar, Mongolei                                                             |  |
| 65 | Weltfriedenstour zum Gedenken an den 60. Jahrestag des Koreakrieges in Länder, die während des Koreakrieges medizinische Einheiten entsandt haben, Gast, Chefministerin Sheila Dikshit | 2011-11-19 | 2011-11-25 | Neu-Delhi                                                                         |  |
| 66 | Weltfriedenstour zum 60. Jahrestag des Koreakrieges – westliche Region der USA | 2012-02-06 | 2012-02-20 | westliche Region der USA                                                          |  |
| 67 | Tour zum Gedenken an den 59. Jahrestag des Waffenstillstands im Koreakrieg (auf Einladung des Ministeriums für Patrioten- und Veteranenangelegenheiten)                                | 2012-07-24 | 2012-07-31 | Washington, DC, USA                                                               |  |
| 68 | Tour zum Gedenken an den 60. Jahrestag des Waffenstillstands im Koreakrieg (Bankett zu Ehren der Koreakriegsveteranen)                                                                 | 2013-07-25 | 2013-07-30 | Washington, DC                                                                    |  |
| 69 | Besonderer Auftritt für das KOREA FESTIVAL 2013 in Singapur; auf Einladung der Botschaft der Republik Korea in Singapur                                                                | 2013-10-23 | 2013-10-28 | EXPO Singapore                                                                    |  |
| 70 | Little Angels Tour durch Europa zur Feier des 70. Jahrestages der Befreiung Koreas | 2015-05-06 | 2015-05-19 | Wien, Frankfurt, London                                                           |  |
| 71 | Sonderreise durch Japan zum 50. Jahrestag der diplomatischen Beziehungen zwischen Korea und Japan                                                                                      | 2015-11-22 | 2015-12-04 | Tokio, Kobe, Hiroshima, Fukuoka                                                   |  |
| 72 | Gratulationsveranstaltung zum Start von IAPP Asia – Oceania | 2016-07-26 | 2016-08-02 | Kathmandu, Nepal                                                                  |  |
| 73 | Gratulationsveranstaltungen zum Start von IAPP | 2016-11-26 | 2016-12-05 | National Theater, Washington, DC; Manhattan Center, New York                      |  |
| 74 | Korea – Malaysia Friedenstournee und Goodwill-Auftritt | 2017-01-10 | 2017-01-19 | Kuala Lumpur, Malaysia                                                            |  |
| 75 | Besondere Aufführung für den Start von YSP Asia – Ozeanien | 2017-06-10 | 2017-06-16 | Impact Arena, Bangkok, Thailand                                                   |  |
| 76 | Gedenkfeier zum Staatsbesuch von Moon Jae-in als Präsident in China. Koreanisch-chinesische Kulturaustauschnacht                                                                       | 2015-11-11 | 2015-11-15 | Die Große Halle des Volkes, Peking, China                                         |  |
| 77 | Gratulationsaufführung zum Start von IAPP, Heavenly Afrika | 2018-01-15 | 2018-01-25 | CICAD Konferenzzentrum Dakar, Senegal                                             |  |
| 78 | Hamina Tattoo, Internationales Militärmusikfestival | 2018-07-30 | 2018-08-04 | Hamina, Bastion, Finnland                                                         |  |
| 79 | Little Angels Japan Tournee | 2019-01-16 | 2019-01-20 | Omiya Sonic City, Tokio                                                           |  |
| 80 | Sondervorstellung anlässlich des 200. Jahrestages der Unabhängigkeit Kolumbiens auf Einladung der kolumbianischen Botschaft in Seoul.                                                  | 2019-07-05 | 2019-07-07 | Teatro Mayor Julio Mario Santo Domingo, Bogota, Kolumbien                         |  |
| 81 | Little Angels Japan Tournee | 2019-10-04 | 2019-10-08 | AICHI SKY EXPO                                                                    |  |
| 82 | Koreanisch-chinesisch-japanischer Kulturaustausch anlässlich des 70. Jahrestages der Gründung der Volksrepublik China                                                                  | 2019-10-08 | 2019-10-09 | Qingdao Grand Theatre, Qingdao, China                                             |  |
| 83 | Asiatisches Kulturfestival | 2019-11-17 | 2019-11-23 | Koh Pich Art Theater, Phnom Penh, Kambodscha                                      |  |
| 84 | Sondervorstellung für die Expo 2020 Dubai | 2022-01-13 | 2022-01-23 | AL Wasl Plaza / Sea Plaza / 2020 Plaza / Earth Plaza / Korea Pavilion, Dubai, UAE |  |

## Bekannte Absolventen
- Sumi Jo – Opernsängerin (Sopran)[16]
- Young-Ok Shin – Koloratur-Sopran[49][16]
- Kang Sue-jin – Primaballerina im Stuttgart Ballet[50][49]
- Park, Han-byul – Schauspielerin und Fotomodell[16]
- Hwang, Jung-eum – Schauspielerin und Sängerin[16]
- Hoon-suk Moon (Julia Moon) – Direktorin vom Universal Ballett[51][52][49]
- Deok-su Kim – Professor an der Korea National University of Arts[49]
- Shim Sook-kyung – Choreograf des National Gugak Center
- Lee No-yeon – Choreographin der Busan City Dance Company
- Hong Kyung-hee – Direktor der Jeonbuk Provincial Dance Company
- Nam Ki-moon – Vertreter von Samulnori, Nationales Gugak-Zentrum
- Shin Myung-sook – Leiterin der Abteilung für Tanz und Kunst an der Daejin-Universität
- Kwak Eun-ah – Professor für koreanische Musik an der Ewha Womans University
- Jeon Eun-ja – Professorin für Tanz an der Sungkyunkwan-Universität
- Kim Woon-mi – Professorin für Tanz an der Hanyang-Universität
- Yu-oh Jeon – Professor für Tanz an der Seowon-Universität
- Eun-young Park – KBS-Sprecherin